# IC 3798
IC 3798 је појединачна звијезда у сазвјежђу Дјевица која се налази на листи објеката дубоког неба у Индекс каталогу.
Деклинација објекта је + 9° 14' 29" а ректасцензија 12h 48m 43,1s.